# Milan Nedić
Milan Nedić (n. 2 septembrie 1878, Grocka City Municipality⁠(d), Republica Socialistă Serbia, RSF Iugoslavia – d. 4 februarie 1946, Belgrad, Republica Socialistă Serbia, RSF Iugoslavia) a fost un general și politician sârb. Acesta a condus Guvernul Salvării Naționale. 
După sfârșitul războiului, autoritățile comuniste iugoslave l-au întemnițat. În 1946 aceștia au raportat că Milan Nedić s-a sinucis, aruncându-se de pe un geam.